# Confusion Is Sex
Confusion Is Sex es el primer LP de Sonic Youth, publicado originalmente en 1983, y reeditado en 1995 con canciones extra del EP Kill Yr Idols. Confusion Is Sex presenta una versión en directo del tema "I Wanna Be Your Dog" de The Stooges. La imagen de la portada es una caricatura de la bajista Kim Gordon hecha por el guitarrista Thurston Moore, que fue empleada como póster en las primeras giras de la banda.
La primera grabación de este álbum fue dañada sin querer por Thurston Moore y Lee Ranaldo cuando metieron las cintas dentro de un amplificador, sin saber que los altavoces magnéticos podían dañarlas. La segunda grabación fue realizada de forma apresurada en un estudio improvisado para acentuar la condición lo-fi del disco.

## Lista de canciones
Todas las canciones escritas por Sonic Youth excepto donde se indique:

### Edición de 1983
1. "(She's in a) Bad Mood" (letras/ voz Moore) – 5:36
2. "Protect Me You" (letras/voz Gordon) – 5:28
3. "Freezer Burn/I Wanna Be Your Dog" (The Stooges) (voz Gordon) – 3:39
4. "Shaking Hell" (letras/voz Gordon) – 4:06
5. "Inhuman" (letras/voz Moore) – 4:06
6. "The World Looks Red" (letras Michael Gira, voz Moore) – 2:43
7. "Confusion Is Next" (letras /voz Moore) – 3:28
8. "Making the Nature Scene" (letras/voz Gordon) – 3:01
9. "Lee Is Free" – 3:37

### Edición de 1995
1. "(She's in a) Bad Mood" – 5:36
2. "Protect Me You" – 5:28
3. "Freezer Burn/I Wanna Be Your Dog" (The Stooges) – 3:39
4. "Shaking Hell" – 4:06
5. "Inhuman" – 4:06
6. "The World Looks Red" – 2:43
7. "Confusion Is Next" – 3:28
8. "Making the Nature Scene" – 3:01
9. "Lee Is Free (instrumental)" – 3:37
10. "Kill Yr. Idols" (letras/voz Moore) – 2:51
11. "Brother James" (letras/voz Gordon) – 3:17
12. "Early American" (letras/voz Gordon) – 6:07
13. "Shaking Hell (directo)" – 3:15